# Río Estéron
El río Estéron es un río de Francia que desemboca en el río Var. Nace a 1130 m s. n. m., en el sur de los Alpes de Alta Provenza, en la comuna de Solielhas, cerca de la Montagne de Teillon, junto al límite con Alpes Marítimos, departamento en que discurre la mayor parte de su curso. Desemboca en el Var frente a Saint-Martin-de-Var. Su longitud es de 66,7 km. Su cuenca tiene una extensión de 451 km².
A falta de grandes poblaciones, las principales de su curso son Saint-Auban y Roquesteron. Hasta 1860, el Estéron formó parte de la frontera entre Francia y el Condado de Niza. Así Roquesteron y su municipio vecino de Roquestéron-Grasse estaban situados en lados opuestos de la frontera.
El valle del Estéron ha sufrido diversas sacudidas sísmicas, como la de 1887.